# Islã na Romênia

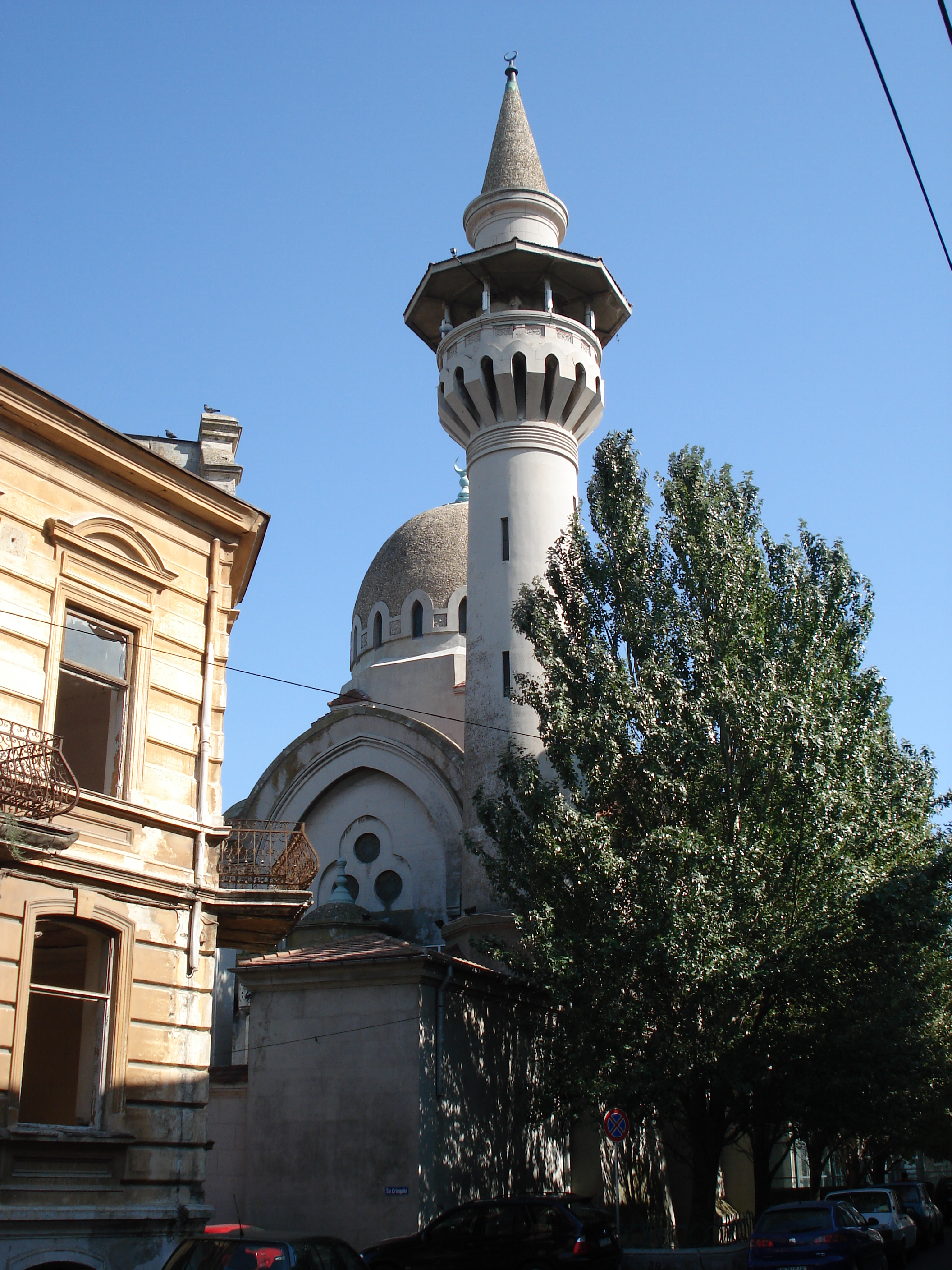
Mesquita em Constança, Romênia

O islã na Romênia é seguido por apenas 0,3% da população, mas tem 700 anos de tradição em na região da Dobruja Setentrional, na costa do mar Negro, que fazia parte do Império Otomano durante quase cinco séculos (1420–1878). Nos dias de hoje, a maioria dos adeptos do islã seguem a doutrina. A religião islâmica é uma das 16 ritos aos quais é concedido o reconhecimento do estado.
Segundo a tradição, o islã foi estabelecido localmente durante a época do Império Bizantino. A presença islâmica no norte da região do Norte Dobruja foi ampliado por otomanos, em declínio constante desde o final do século XX. Na Valáquia e na atual Moldávia, os dois principados do Danúbio, a era de suserania dos otomanos não foi acompanhada por um crescimento no número de muçulmanos, cuja presença havia sido sempre marginal. Também ligada ao Império Otomano, grupos de colonos islâmicos em outras partes da Romênia de hoje foram realocados pelo expansão dos Habsburgos ou por várias outras mudanças políticas.
Depois, a região do Norte Debruja tornou-se parte da Romênia, na sequência da Guerra russo-turca de 1877–1878. A comunidade preservou o seu status de autodeterminação. Isso mudou durante o regime comunista, quando os romenos e muçulmanos foram objeto de uma medida de controle por parte do estado, mas o grupo novamente emancipou-se após a Revolução Romena de 1989. Seus interesses são representados pelo Muftiyat, que foi criado como o reencontro de duas distintas instituições.